# Auriculoscypha
Auriculoscypha är ett släkte av svampar. Auriculoscypha ingår i familjen Septobasidiaceae, ordningen Septobasidiales, klassen Pucciniomycetes, divisionen basidiesvampar och riket svampar.
|                | Ordonia                                        |
|                |                                                |
|                | Septobasidium                                  |
|                |                                                |
|                | Glenospora                                     |
|                |                                                |
|                | Aphelariopsis                                  |
|                |                                                |
|                | Uredinella                                     |
|                |                                                |
|                | Coccidiodictyon                                |
|                |                                                |
|                | Johncouchia                                    |
|                |                                                |
| Auriculoscypha | \| \| Auriculoscypha anacardiicola \| \| \| \| |
|                | \| \| Auriculoscypha anacardiicola \| \| \| \| |
|                | Auriculoscypha anacardiicola                   |
|                |                                                |

|  | Auriculoscypha anacardiicola |
|  |                              |